# Еленсбург (Вашингтон)
Еленсбург (енгл. Ellensburg) град је у америчкој савезној држави Вашингтон. По попису становништва из 2010. у њему је живело 18.174 становника.

## Демографија
Према попису становништва из 2010. у граду је живело 18.174 становника, што је 2.760 (17,9%) становника више него 2000. године.
| Група             | 2000.          | 2010.          |
| Белци             | 13.123 (85,1%) | 14.833 (81,6%) |
| Афроамериканци    | 181 (1,2%)     | 275 (1,5%)     |
| Азијати           | 631 (4,1%)     | 587 (3,2%)     |
| Хиспаноамериканци | 976 (6,3%)     | 1.764 (9,7%)   |
| Укупно            | 15.414         | 18.174         |